# Académie des sciences, agriculture, arts et belles-lettres d'Aix
L'Académie des sciences, agriculture, arts et belles-lettres d'Aix est une société savante fondée en 1808 à Aix-en-Provence, en France.

## Historique
Héritière de la Société d'agriculture de l'Ancien Régime, la Société des sciences, agriculture, arts et belles lettres d'Aix fondée en 1808, devint une académie par ordonnance royale du 5 avril 1829. 

## Objectifs et fonctionnement de l'académie
L'Académie se réunit une fois par semaine. Elle mène des activités de recherches dans plusieurs domaines : 
- littérature,
- archéologie,
- histoire locale,
- arts.

Elle se réunit en séances publiques annuelles et décerne des prix de vertu (prix Rambot, Reynier, Henriette Rayon, Pellen, Irma Moreau…) et des prix littéraires (prix Mignet, Thiers, Peyresc, Bruno-Durand).
Elle organise des manifestations culturelles et participe à des opérations de sauvegarde du patrimoine.
Les membres de l'Académie sont cooptés.

## Publications
Depuis 1808, l'Académie publie un bulletin annuel. Entre 1819 et 1930, elle a publié 21 volumes de mémoires consacrés aux communications présentées lors des séances. La publication des mémoires est interrompue en 1930, faute de ressources. Elle reprend en 1988. Le sixième tome de ces nouveaux mémoires est paru en 1999.

## Collections de l'Académie

### Bibliothèque et archives
Dès son origine, l'Académie constitue une bibliothèque et des archives. Ce fonds documentaire est composé de : 
- gravures,
- fonds concernant l'Ordre de Saint-Jean de Malte donné par l'archiviste Pécoul,
- portraits et copies de tableaux appartenant à Thiers, etc.

### Musée Paul-Arbaud
En 1911, Paul Arbaud lègue à l'Académie son hôtel particulier situé 2A rue du 4-Septembre, ses collections (faïences, médailles, sculptures, gravures, portraits, peinture, sculptures…) et sa bibliothèque. Le musée présente une des plus importantes collections de faïences provençales, de nombreux tableaux et des manuscrits réunis au sein d'une très riche bibliothèque. Le musée présente également au public des expositions temporaires.

### Fondation de Lourmarin Laurent-Vibert
Par suite du legs de Robert-Laurent-Vibert en 1925, l'Académie devient propriétaire du château de Lourmarin (Vaucluse) avec la bibliothèque et les objets d'art qu'il renferme. Le château devient le siège de la Fondation de Lourmarin Laurent-Vibert, administrée par l'Académie et chargée de sauvegarder l'art et la pensée de la patrie, selon le vœu du donateur. La Fondation est une sorte de « Villa Médicis de Provence » qui accueille chaque été des jeunes artistes et organise des manifestations culturelles. Elle a été reconnue d'utilité publique en 1927.

## Membres illustres de l'Académie
- Alexandre de Fauris de Saint-Vincens (1750-1819), président de l'Académie de mai 1813 à mai 1814
- Ambroise Roux-Alphéran (1776-1858)
- Léon d'Astros (1780-1863), président de l'Académie de février 1834 à juin 1836[1]
- Charles Giraud (1802-1881), président de l'Académie de décembre 1837 à juillet 1839
- Léon de Garidel-Thoron (1804-1887), président de l'Académie de juillet 1848 à juin 1852
- Paul Arbaud (1831-1911), membre d'honneur
- Louis de Bresc (1834-1911), président de l'Académie de décembre 1909 à avril 1911
- Léon de Berluc-Pérussis (1835-1902), président de l'Académie de décembre 1877 à décembre 1879
- Camille Jullian (1859-1933)
- Marcel Joannon dit Marcel Provence (1892-1951), président de l'Académie en 1945-1947
- Louis Leprince-Ringuet (1901-2000), membre d’honneur
- Jacqueline de Romilly (1913-2010), membre d'honneur
- Georges Duby (1919-1996), membre d'honneur
- Pierre Villette (1926-1998)